# Blackout (álbum de Hed PE)
Blackout es el tercer álbum de estudio por estadounidense punk rock banda (həd) p.e.. Publicado el 18 de marzo de 2003, Blackout alcanzó el puesto # 33 en el Billboard 200, mientras que su canción alcanzó el puesto # 21 en el Hot Rock Mainstream Tracks y en el # 32 en el Hot Modern Rock Tracks. Un solo segundo , "Other Side", alcanzó el puesto # 40 en el Hot Rock Mainstream Tracks. el álbum también alcanzó el puesto # 102 en el Reino Unido.

## Listado de canciones
| Blackout |                                  |                                           |          |  |
| N.º      | Título                           | Escritor(es)                              | Duración |  |
| 1.       | «Suck It Up»                     | Jahred; Mawk                              | 3:56     |  |
| 2.       | «Bury Me»                        | Jahred; Mawk                              | 3:05     |  |
| 3.       | «Dangerous»                      | Chad; Jahred; Wes                         | 3:26     |  |
| 4.       | «Blackout»                       | Jahred                                    | 3:53     |  |
| 5.       | «Get Away»                       | Jahred; Mawk                              | 3:18     |  |
| 6.       | «Crazy Life»                     | B.C.; Chad; Dj Product; Jahred; Mawk; Wes | 3:43     |  |
| 7.       | «Half The Man»                   | Chad; Jahred; Wes                         | 4:42     |  |
| 8.       | «The Only One»                   | B.C.; Chad; DJ Product; Jahred; Mawk; Wes | 3:33     |  |
| 9.       | «Other Side»                     | Jahred; Mawk                              | 3:36     |  |
| 10.      | «Flesh And Bone»                 | B.C.; DJ Product; Jahred; Mawk; Wes       | 3:48     |  |
| 11.      | «Octopussy»                      | Wes                                       | 0:44     |  |
| 12.      | «Carnivale»                      | Jahred; Wes                               | 3:59     |  |
| 13.      | «Fallen»                         | Jahred; Wes                               | 4:01     |  |
| 14.      | «Revelations»                    | Jahred; Wes                               | 3:53     |  |
| 15.      | «Dracula» (Japanese Bonus Track) |                                           | 3:57     |  |

## Personal
- M.C.U.D - Voz, letras
- Wes «Wesstyle» Geer - Guitarra
- Sonny Mayo - Guitarra
- Doug «DJ © 1969 producto» Boyce - Platos
- Mark «Mawk» Joven - Bajo
- BC Vaught - Batería

- Datos: Q1767337